# Vozera Belaje (sjö i Belarus, lat 51,90, long 24,98)
Vozera Belaje (belarusiska: Возера Белае) är en sjö i Belarus, på gränsen till Ukraina. Den ligger i den sydvästra delen av landet, 280 km sydväst om huvudstaden Minsk. Vozera Belaje ligger 144 meter över havet. Arean är 4,9 kvadratkilometer. Den sträcker sig 3,2 kilometer i nord-sydlig riktning, och 2,6 kilometer i öst-västlig riktning.
I omgivningarna runt Vozera Belaje växer i huvudsak blandskog. Runt Vozera Belaje är det ganska glesbefolkat, med 25 invånare per kvadratkilometer.